# TVSニュース530
『ニュース530』（ニュースごーさんまる）は、テレビ埼玉（TVS/テレ玉）制作の報道番組である。

## 概要
1996年9月7日に第1期『TVSニュース530』の放送開始。同社で15分以上の報道番組は放送当時、唯一だった。
1997年3月29日をもって終了したが、番組内容と出演者はそのまま『TVSニュース930→ニュース930』に移して放送した。
2024年9月30日、それまで放送された夕方の報道番組『NEWS545』が15分繰り上げになり、タイトルが『NEWS530』に変更。27年半ぶりにこのタイトルが復活した。

## 出演者
いずれも肩書きは当時のもの。
- 第1期
  - 池本弘三（フリーアナウンサー・元山形テレビアナウンサー）
  - 福田浩子（フリーアナウンサー・元福島放送アナウンサー）
- 第2期
  - 亀谷渉子（フリーアナウンサー・元NHK宇都宮放送局契約キャスター）
  - 山崎薫子（フリーアナウンサー・元テレビ山梨アナウンサー）※金曜

## 主なコーナー
- HEADLINE TODAY（第1期）
  - その日、県内で起きた出来事を伝える。
- 今週の出来事（第1期）
- 特集
- 天気予報